# Nau (navire portugais)

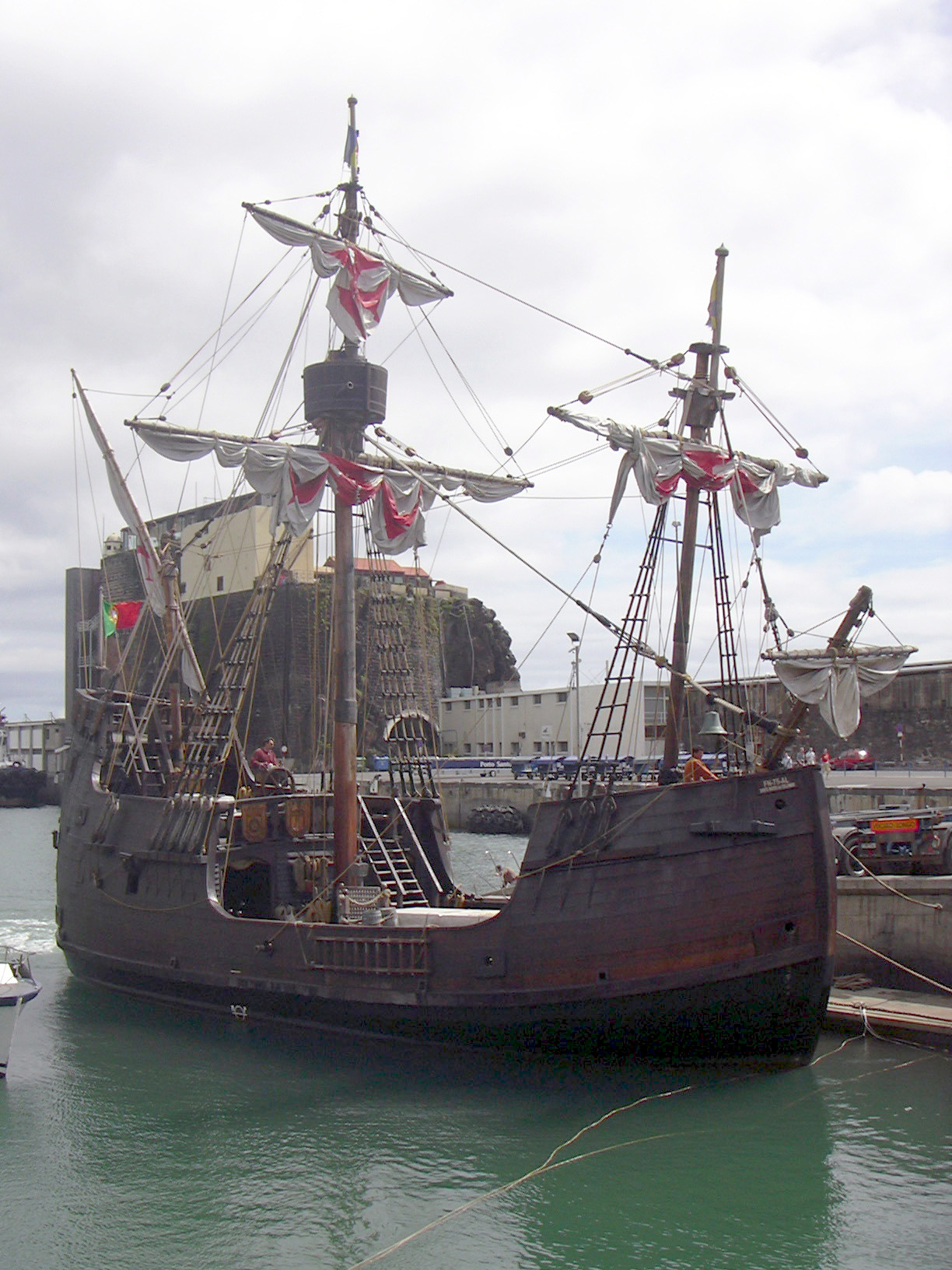
Réplique du nau Santa Maria, le plus grand des navires commandés par Christophe Colomb en 1492, dans le port de Funchal.

Nau est le nom générique donné en portugais aux grands navires d'une capacité de 200 personnes, utilisés au XVe siècle dans les grands voyages, ce que l'on nomme en français « caraque ». Dans plusieurs documents historiques, le navire apparaît avec le nom de nave (du latin navis, « navire »), un terme utilisé presque toujours entre 1211 et 1428. Le terme embarcação est son opposé, s'appliquant à des bateaux de plus petites proportions, utilisés sur de courtes distances. 

## Moyen Âge
La nau existe au Portugal dès le Moyen Âge mais n'y atteint pas les dimensions des nefs vénitiennes ou génoises. C'est le gros bateau par excellence, celui qu'on utilise pour le voyage annuel aux Indes orientales.  
À l'ère des Grandes découvertes, une évolution se produit dans les types de navires utilisés. La barca, destinée au cabotage et à la pêche, est encore utilisée à l'époque de Gil Eanes ; quand il double Cap Boujdour en 1434, et elle est remplacée par la caravela. 
Au Bas Moyen Âge, plus précisément entre le XIIIe siècle et la première moitié du XVe siècle, les navires sont encore techniquement éloignés de ce qu'ils seront aux Découvertes : ils sont essentiellement utilisés pour transporter des marchandises depuis et vers les ports de Flandre, dans le nord de l'Europe, la péninsule italienne, la mer Méditerranée. 

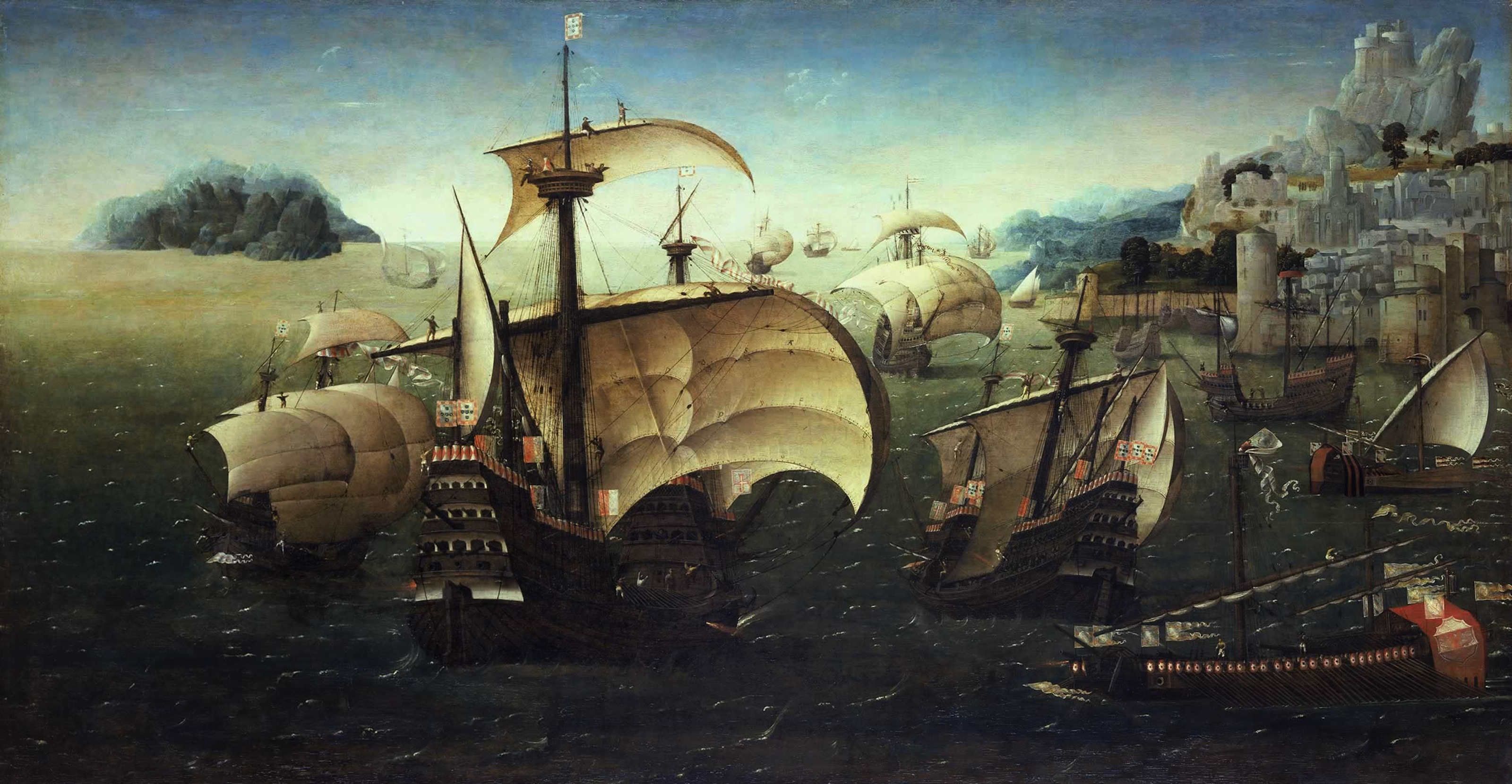
Carracas portuguesas : navires de charge et de guerre employés à la fin des. Au centre, le grand navire Santa Catarina do Monte Sinai, construit en 1512. Ces navires, depuis la période des premiers navires océaniques comme la Santa Maria, ont fait l'objet d'énormes développements et leurs tailles se sont accrues en peu de temps — en particulier au Portugal, en raison du conflit armé dans l'océan Indien, des grandes cargaisons et des longues distances parcourues.

À l'époque de Fernando I du Portugal, la marine se développe. En raison de la piraterie qui sévit sur les côtes portugaises et de l'effort national pour créer une armada pour la combattre, les navires sont de plus en plus utilisés pour le conflit armé. À cette époque, les bocas-de-fogo sont introduites, ce qui conduit à la classification des navires selon leur puissance d'artillerie : les naus de três pontas (100 à 120 bouches à feu), naus de duas pontas (80 bouches à feu), etc. La capacité de transport des navires augmente également, atteignant deux cents tonnes au XVe siècle et cinq cents au siècle suivant. 
La transition de la navigation côtière, à la navigation océanique, nécessite d'adapter les navires aux nouvelles connaissances nautiques et géographiques. Au fur et à mesure que le commerce maritime se développe et qu'il devient nécessaire d'augmenter la capacité de transport de marchandises, d'armements, de marins et de soldats, les caractéristiques des navires sont modifiées. Des caravelas de armada apparaissent alors, et plus tard, des naus. 

## Époque moderne
En 1492, Christophe Colomb part depuis les Canaries pour découvrir l'Amérique avec la nau Santa Maria, la caravela redonda Pinta et la caravela latina Niña. En 1497, Vasco de Gama part pour l'Inde avec trois naus et une caravela. 
Contrairement aux caravelles, aux galions et aux galères, les naus ont généralement deux ponts. 
Au temps de Fernando Oliveira, elle déplace 500 à 1 000 tonneaux. C'est un navire de haut bord relativement court, à trois couvertes ou ponts, à voiles carrées pour le grand mât et le traquete et triangulaires pour la misaine. Au milieu du XVe siècle, apparaît une voile carrée sur le mât arrière et parfois un mât de contre-misaine ou contre-artimon. La coque, relevée à l'avant et à l'arrière, abrite des châteaux : dans le château arrière logent les riches passagers. 
Au XVIe siècle, elles ont un tonnage d'au moins 500 et, selon le témoignage du père Fernando de Oliveira (pt), dans son livre Livro da Fábrica das Naus, au milieu de ce siècle, les navires armés sont d'un tonnage croissant, atteignant 600 tonnes pour les navires effectuant la Carreira da Índia (pt), liaison maritime annuelle entre Lisbonne et Goa.